# Bratsch
Bratsch va ser un grup de música francès creat el 1972, amb influències alhora del jazz i el zíngar. Els seus components proposaven un repertori imaginari i universal construït a partir de nombroses llengües, cultures i tradicions nòmades de l'Europa Central i unes ben planificades improvisacions. Fou fundat el 1972 per Dan Gharibian i Bruno Girard i pren el seu nom d'un instrument romanès, un tipus de viola utilitzada per acompanyar vocalistes zíngars. El grup es va dissoldre l'any 2015.
Al llarg dels anys, el grup ha participat amb molts artistes: per exemple, el 2000, participà (cointerpretació i coarranjaments) en el títol Le cirque des gens qui pleurent, inclòs a l'àlbum L'ombre et la demoiselle del grup Weepers Circus. El seu àlbum Plein du monde, llançat el 2007, inclou la col·laboració, entre d'altres, de Khaled, Debout sur le zinc, Lhasa, Olivia Ruiz, Sanseverino, Charles Aznavour, Tété, Nourith, Juliette, La Rue Kétanou. De la mateixa manera, el concert dels seus 25 anys, a la Cigale el 31 de maig de 2007, es convertí en un veritable festival pel nombre d'invitats que van compartir la seva música.
El setembre del 2011, va aparèixer el CD Urban Bratsch, amb el que volien homenatjar les ciutats que hab marcat el grup des de la seva creació, d'Odessa a Berlín, d'Istanbul a Barcelona, de París a Salònica tot passant per Erevan.
En un principi Bratsch era format pel guitarrista Dan Gharibian i el violinista Bruno Girard. Gharibian, que va créixer a Armènia, estava inspirat per la música armènia, russa, grega i oriental afavorida pels seus avantpassats. Encara que d'adolescent havia tocat en bandes de rock, el fascinava la música de Django Reinhardt d'ençà de l'edat de 14 anys. Girard, que havia estudiat violí fins als nou anys, rebutjà llegir música i començà a improvisar. Després de fer biologia, compaginava la dedicació a la ciència amb la música. Si bé inicialment barrejaven una gamma global d'estils musicals incloent-hi fins i tot la música africana o àrab, Bratsch aviat va canviar el seu enfocament cap a la música de jazz i gitana.
Han actuat diversos cops a Catalunya, entre altres llocs a la sala Luz de Gas, al Palau de la Música, a l'Auditori o al Centre Artesà Tradicionàrius de Barcelona, i a festivals com el Sitges Teatre Internacional, l'Aplek Folc de Terrassa o el Festival Kesse de Tarragona
La seva cançó "nane tsora" és amplament coneguda a Catalunya, perquè durant anys va ser la sintonia del programa "El cafè de la República" a Catalunya Ràdio, dirigit per Joan Barril.

## Components
- Dan Gharibian: guitarra, bouzouki (des del 1972)
- Bruno Girard: violí (des del 1972)
- Gérard "Alex" Itic: contrabaix (del 1972 al 1977)
- Norbert Aboudarham: acordió (del 1976 al 1984)
- Pierre Jacquet: contrabaix (del 1977 fins al 2011)
- Théo Girard: contrabaix (des del 2011)
- Nano Peylet: clarinet (des del 1985)
- François Castiello: acordió (des del 1985)

## Discografia
- 1976: Musique de partout
- 1978: J'aime un voyou, maman
- 1981: Live à la Potinière
- 1989: Notes de voyages
- 1990: Sans domicile fixe
- 1992: Transports en commun
- 1994: Correspondances
- 1994: Le Mangeur de lune (banda original del ilm del mateix títol de Dai Sijie)
- 1994: Live à Bochum
- 1996: Ecoute ça chérie
- 1998: Rien dans les poches
- 1999: On a rendez-vous
- 2001: La vie, la mort, tout ça...
- 2003: Nomades En Vol
- 2005: Ca s'fête
- 2007: Plein du monde
- 2011: Urban Bratsch

### Participacions
- 1997: Le Jour du poisson (Thomas Fersen)
- 2000: L'Ombre et la Demoiselle (Weepers Circus)
- 2004: La cançó A Breath of Wind del film de Nicolas Vanier, Le Dernier Trappeur (música de Krishna Levy).